# ナイトクローラー (映画)
『ナイトクローラー』（Nightcrawler）は、2014年のアメリカ合衆国の犯罪スリラー映画。監督・脚本はダン・ギルロイ、主演はジェイク・ジレンホール、他にレネ・ルッソ、リズ・アーメッド、ビル・パクストンらが出演している。作品はギルロイの初監督作品。事故・犯罪などの映像を報道機関に販売するフリーランスのジャーナリスト（ストリンガー）を描いている。
作品は2014年トロント国際映画祭で特別招待作品として上映された。アメリカ合衆国では2014年10月31日にオープン・ロード・フィルムズ配給で公開された。

## ストーリー
ルイス・ブルーム(ジェイク・ギレンホール)はロサンゼルスの町でボロボロのトヨタ・ターセルに乗りながら、工事現場のフェンスやマンホールを盗み、それをスクラップヤードに売ることで生計を立てている。買取価格交渉など、話術に自信のあるルイスはスクラップヤードで自分の売り込みを試みるが相手にされず、スクラップも買い叩かれる有り様であった。
ある日、フリーウェイでたまたま遭遇した自動車事故の現場で、いち早く現場に駆けつけて凄惨な現場の映像を撮影し、それをテレビ局に売り込むフリーランスのカメラマン（ストリンガー）を見たルイスは彼らに触発され、盗んだ自転車との物々交換でカムコーダーと警察無線受信機を手に入れる。それらを用いて車強盗の襲撃後の現場を撮影し、ローカル局に売り込みに行くとニュース番組のディレクターであるニナ(レネ・ルッソ)はルイスが撮影した動画を評価し、撮影を続けるように勧める。彼女が特に求めていたのは多くの視聴者の関心を得られる郊外の裕福な住宅街での暴行事件の映像で、ビジネスとして可能性を見出したルイスはその後いくつかの事件現場の撮影に成功し、ニナとの仕事上の信頼関係を築いていく。
助手の求人に応募してきた貧しい若者リック(リズ・アーメット)を巧みな話術でアシスタントとして雇い、より刺激的な映像を撮るために事故現場の遺体を動かすなど、ルイスは次第に良心や人間性を失っていくが、その映像で儲けた金で機材を充実させ、新しい車(ダッジ・チャレンジャー)を購入する。勢いに乗ったルイスは商売仇からの共同ビジネスのオファーを断り、更に彼のバンに細工をして事故を起こし再起不能にさせたり、自分の提供する映像がニナの会社での立場に必要不可欠な事を知り、映像の提供と引き換えにセックスを要求したりと自身の野心を追求するようになっていく。
ある日、ルイスとリックは高級住宅地であるグラナダ・ヒルズで起こった強盗殺人の現場に警察に先んじて到着し、現場から黒いSUVで逃走する犯人2人組と、家宅侵入した上で凄惨な事件現場の撮影に成功する。番組のスタッフはルイスの映像が倫理に反すると放送に反対するが、ニナはそれを無視して深夜の速報で流すことを決め、ルイスは映像の提供と引き換えに多額の謝礼金と自分の会社名を映像にテロップで入れること、自身を社内に宣伝する要求に成功する。
現場に警察よりも早く到着、撤収していたルイスに疑惑がかけられ、刑事がルイスの自宅をたずねて家宅侵入の映像について尋問してくるが、ルイスは刑事に犯人の顔やナンバープレートの写った部分を削除したテープを提供する。ルイスはナンバーから犯人の自宅を突き止め、2人を人目の多い場所で通報して逮捕劇の撮影と捜査協力の謝礼金を狙っていたのだった。日が沈み、犯人2人が一緒にレストランに入る所まで尾行したルイスに、突然リックは今回の儲けを山分けにするか、さもなくば自分が警察に通報すると交渉を迫ってくる。しぶしぶ山分けに同意したように見せかけ、ルイスは警察に通報して逮捕劇を撮影するのを待ち構え、リックを車から降ろして別の角度から撮影させる。
警察がレストランに到着し、武器を隠し持っていた犯人との銃撃戦が始まる。1人は現場で射殺されたが、もう1人はSUVで逃走し、ルイスとリックも警察とのカーチェイスを追跡しながら撮影を続行する。激しいカーチェイスの末、追跡していたパトカーとSUVが横転、ルイスは犯人の死亡を確認しリックに近づいて撮影しろと命令する。しかし犯人は生きており、撮影するリックを車中から撃ち倒して逃走を図る。間もなく警察が到着し犯人を射殺するが、致命傷を負ったリックの意識が遠のく中、ルイスはそれを撮影しながら彼に対し、自分が教えた交渉術を自分に使ってきたことを糾弾し、「信用できないヤツとは仕事はできない」と言い放つ。
ニナはルイスの映像に満足し、ルイスへの信頼を伝える。ニュース番組の制作陣はグラナダ・ヒルズの強盗殺人が実は違法薬物の取引に絡んで起こったものだと知るが、ニナはこの情報を外し、事件を彼女が求める形に歪曲した最大限感情的なものにする。映像を押収しようと刑事もテレビ局に押し寄せるが、ニーナは報道する権利があるとし、これを拒否する。
警察に取り調べを受けたルイスは犯人が乗っているSUVが証拠隠滅の為に彼を追跡してきたと話をでっちあげるが、取調の刑事は嘘であると見抜く。証拠がないため釈放されたルイスは自身の会社を本格的に立ち上げ、社名入りのバンを2台揃えインターンを雇う。かつて面接でリックに語ったようにインターンを励まし、ルイスはバンに乗り込む。バンは交差点で二手に別れ、夜の街に消え、物語は終わる。

## キャスト
※括弧内は日本語吹替
- ルイス・ブルーム - ジェイク・ジレンホール（高橋広樹）
- ニーナ・ロミナ - レネ・ルッソ（深見梨加）
- リック - リズ・アーメッド（金城大和）
- ジョー・ロダー - ビル・パクストン（西村太佑）
- リンダ - アン・キューザック（小林さとみ）
- フランク・クルース - ケヴィン・ラーム（英語版）
- ジャッキー - キャスリーン・ヨーク
- カメラマン - エリック・ランジ（英語版）
- 編集者 - キッフ・ヴァンデンヒューヴェル
- 質屋のオーナー - ジョニー・コイン（英語版）
- フロンティエリ刑事 - マイケル・ハイアット（英語版）
- 警備員 - マイケル・パパジョン（英語版）
- その他の日本語吹き替え‐前田一世/山賀晴代/各務立基/下山田綾華/増元拓也/山田浩貴/本多新也/小林達也

## 製作
ジレンホールが2013年4月に最初に出演することに同意した俳優である。作品は380作品の応募から抽選で選ばれた10,000万ドル分の6月分カリフォルニア州撮影税額控除の31作品の中に含まれていなかったが、230万ドルの控除を受けた。ビル・パクストンとレネ・ルッソが2013年9月に出演に同意し 、続いてリズ・アーメッドが『運転手で弟子』としての出演が決定した。ケヴィン・ラームがニュース番組の編集者として2013年10月に出演が決まった。

### 撮影
『ナイトクローラー』の主な撮影はロサンゼルスで2013年10月6日から始まった。ジレンホールは役のために20パウンド (9キログラム) 痩せた。

## 公開
2014年5月17日にオープン・ロード・フィルムズはアメリカ合衆国での配給権を獲得した。日本ではギャガの配給で2015年8月22日から公開されている。

### 批評家による反応
『ナイトクローラー』は高い評価を得ており、その多くがジレンホールの演技を称えている。Rotten Tomatoes では231のレビューの内、95%が好評的なもので、平均評価点が10段階の中で8.2である。サイトでは「息の間もつかせず、ハラハラし、ジェイク・ジレンホールの強力な演技によって、『ナイトクローラー』は暗くムカムカするスリルが味わえる。」と評している 。Metacritic では45の評価の内、評価点が100の中で76であり、「大体好意的な評価である」と示している。
しかしながら、映画で描かれていたテレビニュースビジネスとフリーランスの撮影者との関係には正確性に疑問があるとニュースビジネス関係者は発言している。

## 興行収入
公開初週に『ナイトクローラー』は1,040万ドル稼ぎ、『Ouija』(公開第2週目で1,070万ドル)に次ぐ第2位となった。 
11月6日時点で、作品はアメリカ合衆国で14,244,877ドル、国外で1,769,000ドル稼ぎ、全世界全体の収入が16,013,877ドルとなっている。

## 受賞
| アワード                                 | 発表日         | 部門                 | 候補者                 | 結果       | Ref(s) |
| ---------------------------------------- | -------------- | -------------------- | ---------------------- | ---------- | ------ |
| 第24回ゴッサム・インディペンデント映画賞 | 2014年12月1日  | ブレイクスルー監督賞 | ダン・ギルロイ         | ノミネート | [ 18 ] |
| 第24回ゴッサム・インディペンデント映画賞 | 2014年12月1日  | ブレイクスルー演技賞 | リズ・アーメッド       | ノミネート | [ 18 ] |
| 第18回トロント映画批評家協会賞           | 2014年12月15日 | 主演男優賞           | ジェイク・ジレンホール | 次点       | [ 19 ] |
| 第18回トロント映画批評家協会賞           | 2014年12月15日 | 新人賞               | ダン・ギルロイ         | 次点       | [ 19 ] |

## テレビ放送
| 回数 | テレビ局   | 番組名（放送枠名） | 放送日        | 放送時間      | 放送分数 | 形態   | 視聴率 |
| ---- | ---------- | ------------------ | ------------- | ------------- | -------- | ------ | ------ |
| 1    | 日本テレビ | 映画天国           | 2018年9月10日 | 25:59 - 27:59 | 120分    | 字幕版 | 1.5%   |

- 視聴率はビデオリサーチ調べ、関東地区・世帯・リアルタイム。

## 外部サイト
- 公式ウェブサイト（英語）
- 公式ウェブサイト（日本語）
- ナイトクローラー - allcinema
- ナイトクローラー - KINENOTE
- Nightcrawler - オールムービー（英語）
- Nightcrawler - IMDb（英語）
- Nightcrawler - Box Office Mojo（英語）
- Nightcrawler - Metacritic（英語）
- Nightcrawler - Rotten Tomatoes（英語）